# Modulatrícids
Els modulatrícids (Modulatricidae) són una petita família d'ocells passeriformes de l'Àfrica subsahariana.
Les seves espècies han estat enigmes taxonòmics en el passat, havent estat traslladades entre les famílies dels muscicàpids, els túrdids i els timàlids. Aquesta família va ser denominada a la classificació del Congrés Ornitològic Internacional (versió 3.3, 2013) Arcanatoridae (Arcanatòrids). Formen una clade basal de Passerida proper als promeròpids

## Taxonomia
- Gènere: Modulatrix, amb una única espècie: la turdina d'ulleres (Modulatrix stictigula).
- Gènere: Arcanator, amb una única espècie: la turdina tacada (Arcanator orostruthus)
- Gènere: Kakamega, amb una única espècie: la turdina de Kakamega (Kakamega poliothorax)